# Rhynchodiplodia citri
Rhynchodiplodia citri är en svampart som beskrevs av Briosi & Farneti 1906. Rhynchodiplodia citri ingår i släktet Rhynchodiplodia, divisionen sporsäcksvampar och riket svampar.   Inga underarter finns listade i Catalogue of Life.